# Campeonato Pan-Americano de Ginástica Rítmica de 2023
O Campeonato Pan-Americano de Ginástica Rítmica de 2023 será realizado em Guadalajara, México, de 8 a 11 de junho de 2023. A competição é organizada pela Federação Mexicana de Ginástica sob a supervisão da União Pan-Americana de Ginástica, e aprovada pela Federação Internacional de Ginástica. O evento servirá como qualificação para os Jogos Pan-Americanos de 2023 em Santiago, no Chile, e para o Campeonato Mundial de 2023.

## Calendário
Todos os horários na hora local (UTC−06:00).
- Quinta-feira, 8 de junho
  - 09:00 a 10:40 - Classificação Individual Juvenil: Arco e Bola (Grupo A)
  - 10:50 a 12:20 - Classificação Individual Juvenil: Arco e Bola (Grupo B)
  - 13:00 a 13:40 - Classificação Conjuntos Juvenil: 5 Cordas
- Sexta-feira, 9 de junho
  - 09:00 a 10:40 - Classificação Individual Juvenil: Maças e Fita (Grupo A)
  - 10:50 a 12:20 - Classificação Individual Juvenil: Maças e Fita (Grupo B)
  - 13:00 a 13:40 - Classificação Conjuntos Juvenil: 5 Bolas
  - 16:00 a 17:30 - Classificação Individual Sênior: Arco e Bola (Grupo A)
  - 17:40 a 19:10 - Classificação Individual Sênior: Arco e Bola (Grupo B)
  - 20:00 a 20:55 - Classificação Conjuntos Sênior: 5 Arcos
- Sábado, 10 de junho
  - 09:00 a 10:00 - Final Individual Juvenil: Arco e Bola
  - 10:10 a 10:50 - Final Conjuntos Juvenil: 5 Cordas
  - 11:20 a 12:20 - Final Individual Juvenil: Maças e Fita
  - 12:30 a 13:10 - Final Conjuntos Juvenil: 5 Bolas
  - 16:00 a 17:30 - Classificação Individual Sênior: Maças e Fita (Grupo A)
  - 17:40 a 19:10 - Classificação Individual Sênior: Maças e Fita (Grupo B)
  - 20:00 a 20:55 - Classificação Conjuntos Sênior: 3 Fitas + 2 Bolas
- Domingo, 11 de junho
  - 10:00 a 11:00 - Final Individual Sênior: Arco e Bola
  - 11:10 a 11:50 - Final Conjuntos Sênior: 5 Bolas
  - 12:20 a 13:20 - Final Individual Sênior: Maças e Fita
  - 13:30 a 14:10 - Final Conjuntos Sênior: 3 Fitas + 2 Bolas

## Medalhistas

#### Sênior
| Equipes           | | | |
| Equipes           | Brasil · Bárbara Domingos · Geovanna Santos                                                                            | Estados Unidos · Evita Griskenas · Alexandria Kautzman                                                      | Canadá · Tatiana Cocsanova · Carmel Kallemaa · Suzanna Shahbazian                                                                 |
| Individual        | | | |
| Geral             | Bárbara Domingos | Geovanna Santos                                                                                             | Evita Griskenas |
| Arco              | Geovanna Santos | Bárbara Domingos                                                                                            | Evita Griskenas |
| Bola              | Marina Malpica | Geovanna Santos                                                                                             | Alexandria Kautzman |
| Maças             | Bárbara Domingos | Alexandria Kautzman                                                                                         | Geovanna Santos |
| Fita              | Bárbara Domingos | Geovanna Santos                                                                                             | Tatiana Cocsanova |
| Grupos            | | | |
| Geral             | Brasil · Maria Eduarda Arakaki · Nicole Pircio · Barbara Urquiza · Déborah Medrado · Sofia Madeira · Giovanna Oliveira | México · Nicole Cejudo · Ana Flores · Julia Gutierrez · Kimberly Salazar · Adirem Tejeda · Karen Villanueva | Estados Unidos · Isabelle Connor · Daria Merkulova · Gergana Petkova · Karolina Saverino · Hana Starkman · Katerine Sakhnov       |
| 5 Arcos           | Brasil · Maria Eduarda Arakaki · Nicole Pircio · Barbara Urquiza · Déborah Medrado · Sofia Madeira · Giovanna Oliveira | México · Nicole Cejudo · Ana Flores · Julia Gutierrez · Kimberly Salazar · Adirem Tejeda · Karen Villanueva | Estados Unidos · Isabelle Connor · Daria Merkulova · Gergana Petkova · Karolina Saverino · Hana Starkman · Katerine Sakhnov       |
| 3 Fitas + 2 Bolas | Brasil · Maria Eduarda Arakaki · Nicole Pircio · Barbara Urquiza · Déborah Medrado · Sofia Madeira · Giovanna Oliveira | México · Nicole Cejudo · Ana Flores · Julia Gutierrez · Kimberly Salazar · Adirem Tejeda · Karen Villanueva | Canadá · Katherina Bakhmutova · Victoria Smolianova · Karin Kamenetsky · Christina Savchenko · Emily Huseynov · Elizabet Piskunov |

#### Juvenil
| Equipes    | | | |
| Equipes    | Estados Unidos · Rin Keys · Megan Chu · Erika Rusak                                                                   | México · Amanda Bosch · Valentina Moya · Constanza Galindo                                                  | Brasil · Keila Souza · Fernanda Regalo · Letícia Evangelista                                                |
| Individual | | | |
| Geral      | Rin Keys | Megan Chu                                                                                                   | Amanda Bosch                                                                                                |
| Arco       | Rin Keys | Erika Rusak                                                                                                 | Keila Souza                                                                                                 |
| Bola       | Rin Keys | Megan Chu                                                                                                   | Valentina Moya                                                                                              |
| Maças      | Amanda Bosch | Rin Keys | Valentina Moya                                                                                              |
| Fita       | Megan Chu | Amanda Bosch                                                                                                | Rin Keys |
| Grupos     | | | |
| Geral      | Brasil · Laura Castro dos Santos · Isadora Liberato · Yumi Rodrigues · Ana Franceschi · Maria Pereira · Lavinia Rocha | Estados Unidos · Annabella Hantov · Greta Pavilonyte · Kristina Lee · Goda Balsys · Alaini Spata            | México · Lili De León · Ivanna Rodriguez · Samantha Reyes · Daniela Guzmán · Mariela Lozano · Bárbara Ponce |
| 5 Cordas   | Brasil · Laura Castro dos Santos · Isadora Liberato · Yumi Rodrigues · Ana Franceschi · Maria Pereira · Lavinia Rocha | Estados Unidos · Annabella Hantov · Greta Pavilonyte · Kristina Lee · Goda Balsys · Alaini Spata            | México · Lili De León · Ivanna Rodriguez · Samantha Reyes · Daniela Guzmán · Mariela Lozano · Bárbara Ponce |
| 5 Bolas    | Brasil · Laura Castro dos Santos · Isadora Liberato · Yumi Rodrigues · Ana Franceschi · Maria Pereira · Lavinia Rocha | México · Lili De León · Ivanna Rodriguez · Samantha Reyes · Daniela Guzmán · Mariela Lozano · Bárbara Ponce | Estados Unidos · Annabella Hantov · Greta Pavilonyte · Kristina Lee · Goda Balsys · Alaini Spata            |

## Resultados

### Sênior

#### Equipes
| Pos. | Nação          |        |        |        |        | Total   |
| ---- | -------------- | ------ | ------ | ------ | ------ | ------- |
| 1    | Brasil         | 64.900 | 63.150 | 62.700 | 61.150 | 251.900 |
| 2    | Estados Unidos | 56.750 | 61.500 | 61.250 | 59.600 | 239.100 |
| 3    | Canadá         | 57.350 | 56.350 | 54.450 | 54.900 | 223.050 |
| 4    | México         | 59.650 | 56.000 | 53.400 | 50.000 | 219.050 |
| 5    | Colômbia       | 55.800 | 54.550 | 52.050 | 54.050 | 216.450 |
| 6    | Argentina      | 56.200 | 55.900 | 54.750 | 49.050 | 215.900 |
| 7    | Chile          | 50.550 | 52.750 | 44.950 | 45.250 | 193.500 |
| 8    | Cuba           | 48.700 | 44.450 | 49.750 | 49.200 | 192.100 |
| 9    | Venezuela      | 50.450 | 47.050 | 47.150 | 47.250 | 191.900 |
| 10   | Porto Rico     | 49.450 | 48.700 | 45.350 | 46.950 | 190.450 |
| 11   | Bolívia        | 47.900 | 40.850 | 45.800 | 48.150 | 182.700 |
| 12   | Peru           | 44.700 | 48.600 | 40.300 | 44.200 | 177.800 |
| 13   | El Salvador    | 41.250 | 43.900 | 39.850 | 37.500 | 162.500 |
| 14   | Costa Rica     | 26.850 | 21.250 | 24.750 | 23.750 | 96.600  |
| 15   | Guatemala      | 25.150 | 24.850 | 21.950 | 20.700 | 92.650  |

#### Individual

##### Geral
| Pos. | Ginasta             | Nação          |        |        |        |        | Total   |
| ---- | ------------------- | -------------- | ------ | ------ | ------ | ------ | ------- |
| 1    | Bárbara Domingos    | Brasil         | 32.500 | 32.100 | 31.100 | 32.250 | 127.950 |
| 2    | Geovanna Santos     | Brasil         | 32.400 | 31.050 | 31.600 | 28.900 | 123.950 |
| 3    | Evita Griskenas     | Estados Unidos | 31.400 | 30.100 | 30.500 | 31.100 | 123.100 |
| 4    | Alexandria Kautzman | Estados Unidos | 25.350 | 31.400 | 30.750 | 28.500 | 116.000 |
| 5    | Celeste D'Arcángelo | Argentina      | 30.000 | 29.000 | 28.550 | 25.950 | 113.500 |
| 6    | Marina Malpica      | México         | 33.150 | 28.500 | 25.850 | 24.950 | 112.450 |
| 7    | Oriana Viñas        | Colômbia       | 28.300 | 27.900 | 26.650 | 27.400 | 110.250 |
| 8    | Lina Dussan         | Colômbia       | 27.500 | 26.650 | 25.400 | 26.650 | 106.200 |
| 9    | Gretel Mendoza      | Cuba           | 27.800 | 24.350 | 26.350 | 27.500 | 106.000 |
| 10   | Javiera Rubilar     | Chile          | 25.600 | 27.950 | 24.700 | 24.000 | 102.250 |
| 11   | Sophia Fernandez    | Venezuela      | 26.050 | 24.600 | 25.750 | 22.700 | 99.100  |
| 12   | Gloriana Sánchez    | Costa Rica     | 26.850 | 21.250 | 24.750 | 23.750 | 96.600  |
| 13   | Sofía Lay           | Peru           | 22.550 | 25.950 | 21.950 | 24.400 | 94.850  |
| 14   | Camille Maldonado   | Porto Rico     | 24.150 | 23.750 | 22.650 | 23.350 | 93.900  |
| 15   | María González      | Guatemala      | 25.150 | 24.850 | 21.950 | 20.700 | 92.650  |
| 16   | Fabiana Abastoflor  | Bolívia        | 21.600 | 20.300 | 22.450 | 22.800 | 87.150  |
| 17   | Leslie Porras       | Guatemala      | 21.050 | 22.150 | 20.800 | 22.850 | 86.850  |
| 18   | Tatiana Cocsanova   | Canadá         | 28.800 | 30.050 | —      | 27.400 | 86.250  |
| 19   | Ariana Rosales      | El Salvador    | 22.400 | 22.950 | 20.650 | 17.800 | 83.800  |
| 20   | Carmel Kallemaa     | Canadá         | 28.550 | —      | 27.250 | 27.500 | 83.300  |
| 21   | Isabella Orellana   | El Salvador    | 18.850 | 20.950 | 19.200 | 19.700 | 78.700  |
| 22   | Karla Díaz          | México         | 26.500 | —      | 27.550 | —      | 54.050  |
| 23   | Agostina Vargas     | Argentina      | —      | 26.900 | 26.200 | —      | 53.100  |
| 24   | Mayte Guzman        | Bolívia        | 26.300 | —      | —      | 25.350 | 51.650  |

##### Arco
| Pos. | Ginasta             | Nação          | Nota D | Nota A | Nota E | Pen. | Total  |
| ---- | ------------------- | -------------- | ------ | ------ | ------ | ---- | ------ |
| 1    | Geovanna Santos     | Brasil         | 15.900 | 8.450  | 8.550  |      | 32.900 |
| 2    | Bárbara Domingos    | Brasil         | 15.900 | 8.550  | 8.350  |      | 32.800 |
| 3    | Evita Griskenas     | Estados Unidos | 15.700 | 8.450  | 8.600  | 0.10 | 32.650 |
| 4    | Tatiana Cocsanova   | Canadá         | 14.300 | 8.300  | 8.100  |      | 30.700 |
| 5    | Celeste D'Arcángelo | Argentina      | 14.500 | 7.750  | 7.550  |      | 29.800 |
| 6    | Oriana Viñas        | Colômbia       | 13.200 | 8.150  | 7.550  | 0.10 | 28.800 |
| 7    | Carmel Kallemaa     | Canadá         | 12.500 | 7.800  | 7.400  |      | 27.700 |
| 8    | Marina Malpica      | México         | 13.800 | 7.800  | 6.700  | 0.95 | 27.350 |

##### Bola
| Pos. | Ginasta             | Nação          | Nota D | Nota A | Nota E | Pen. | Total  |
| ---- | ------------------- | -------------- | ------ | ------ | ------ | ---- | ------ |
| 1    | Marina Malpica      | México         | 14.900 | 8.650  | 8.350  |      | 31.900 |
| 2    | Geovanna Santos     | Brasil         | 14.600 | 8.550  | 8.450  |      | 31.600 |
| 3    | Alexandria Kautzman | Estados Unidos | 14.400 | 8.550  | 8.150  |      | 31.100 |
| 4    | Tatiana Cocsanova   | Canadá         | 13.300 | 8.150  | 8.500  |      | 29.950 |
| 5    | Bárbara Domingos    | Brasil         | 13.900 | 8.050  | 7.400  | 0.30 | 29.050 |
| 6    | Oriana Viñas        | Colômbia       | 12.300 | 8.300  | 8.000  | 0.10 | 28.500 |
| 7    | Javiera Rubilar     | Chile          | 10.600 | 7.700  | 7.300  |      | 25.600 |
| 8    | Celeste D'Arcángelo | Argentina      | 11.400 | 7.550  | 6.750  | 0.15 | 25.550 |

- Evita Griskenas retirou-se e foi substituída por  Oriana Viñas.

##### Maças
| Pos. | Ginasta             | Nação          | Nota D | Nota A | Nota E | Pen. | Total  |
| ---- | ------------------- | -------------- | ------ | ------ | ------ | ---- | ------ |
| 1    | Bárbara Domingos    | Brasil         | 14.200 | 8.600  | 8.300  |      | 31.100 |
| 2    | Alexandria Kautzman | Estados Unidos | 14.500 | 8.350  | 7.900  | 0.05 | 30.700 |
| 3    | Geovanna Santos     | Brasil         | 13.900 | 8.500  | 8.050  |      | 30.450 |
| 4    | Carmel Kallemaa     | Canadá         | 13.700 | 8.350  | 8.050  |      | 30.100 |
| 5    | Celeste D'Arcángelo | Argentina      | 14.000 | 8.150  | 7.900  |      | 30.050 |
| 6    | Suzanna Shahbazian  | Canadá         | 12.600 | 8.450  | 8.050  |      | 29.100 |
| 7    | Oriana Viñas        | Colômbia       | 10.400 | 8.400  | 7.650  | 0.05 | 26.400 |
| 8    | Karla Díaz          | México         | 10.100 | 7.700  | 7.150  |      | 24.950 |

- Evita Griskenas retirou-se e foi substituída por  Suzanna Shahbazian.

##### Fita
| Pos. | Ginasta             | Nação          | Nota D | Nota A | Nota E | Pen. | Total  |
| ---- | ------------------- | -------------- | ------ | ------ | ------ | ---- | ------ |
| 1    | Bárbara Domingos    | Brasil         | 15.700 | 8.500  | 8.350  |      | 32.550 |
| 2    | Geovanna Santos     | Brasil         | 14.700 | 8.450  | 8.150  |      | 31.300 |
| 3    | Tatiana Cocsanova   | Canadá         | 14.200 | 7.950  | 8.050  |      | 30.200 |
| 4    | Carmel Kallemaa     | Canadá         | 13.000 | 8.100  | 7.950  |      | 29.050 |
| 5    | Alexandria Kautzman | Estados Unidos | 12.700 | 8.050  | 7.850  |      | 28.600 |
| 6    | Oriana Viñas        | Colômbia       | 12.000 | 8.000  | 7.650  |      | 27.650 |
| 7    | Lina Dussan         | Colômbia       | 12.700 | 7.700  | 7.100  |      | 27.500 |
| 8    | Gretel Mendoza      | Cuba           | 11.800 | 7.100  | 6.150  |      | 25.050 |

- Evita Griskenas retirou-se e foi substituída por  Lina Dussan.

#### Grupos

##### Geral
| Pos. | Nação          | 5      | 3 + 2  | Total  |
| ---- | -------------- | ------ | ------ | ------ |
| 1    | Brasil         | 32.700 | 28.150 | 60.850 |
| 2    | México         | 30.000 | 28.200 | 58.200 |
| 3    | Estados Unidos | 28.150 | 23.150 | 51.300 |
| 4    | Canadá         | 24.500 | 20.300 | 44.800 |
| 5    | Venezuela      | 24.750 | 17.050 | 41.800 |
| 6    | Chile          | 24.350 | 17.200 | 41.550 |
| 7    | Colômbia       | 21.500 | 18.050 | 39.550 |
| 8    | Costa Rica     | 18.550 | 16.250 | 34.800 |
| 9    | Argentina      | 20.150 | 13.650 | 33.800 |
| 10   | Cuba           | 17.400 | 16.100 | 33.500 |
| 11   | Guatemala      | 15.850 | 13.450 | 29.300 |

##### 5 arcos
| Pos. | Nação          | Nota D | Nota A | Nota E | Pen. | Total  |
| ---- | -------------- | ------ | ------ | ------ | ---- | ------ |
| 1    | Brasil         | 19.100 | 8.450  | 7.650  | 0.05 | 35.150 |
| 2    | México         | 16.900 | 7.850  | 6.650  | 0.10 | 31.300 |
| 3    | Estados Unidos | 15.500 | 6.850  | 5.450  | 0.05 | 27.750 |
| 4    | Venezuela      | 14.100 | 6.550  | 5.750  |      | 26.400 |
| 5    | Chile          | 11.300 | 6.050  | 5.450  |      | 22.800 |
| 6    | Canadá         | 12.900 | 6.000  | 2.950  | 0.05 | 21.800 |
| 7    | Colômbia       | 10.300 | 5.850  | 2.450  | 0.60 | 18.000 |
| 8    | Argentina      | 9.000  | 4.700  | 1.650  | 0.60 | 14.750 |

##### 3 fitas + 2 bolas
| Pos. | Nação          | Nota D | Nota A | Nota E | Pen. | Total  |
| ---- | -------------- | ------ | ------ | ------ | ---- | ------ |
| 1    | Brasil         | 15.300 | 8.200  | 6.500  |      | 30.000 |
| 2    | México         | 14.600 | 7.900  | 5.900  | 0.35 | 28.050 |
| 3    | Canadá         | 13.600 | 7.000  | 4.550  |      | 25.150 |
| 4    | Estados Unidos | 12.000 | 7.400  | 5.450  |      | 24.850 |
| 5    | Venezuela      | 10.200 | 6.650  | 5.300  | 0.30 | 21.850 |
| 6    | Colômbia       | 8.900  | 6.750  | 4.200  | 0.10 | 19.750 |
| 7    | Chile          | 8.400  | 6.150  | 5.000  |      | 19.550 |
| 8    | Costa Rica     | 8.800  | 6.100  | 4.050  | 0.05 | 18.900 |

### Juvenil

#### Equipes
| Pos. | Nação          |        |        |        |        | Total   |
| ---- | -------------- | ------ | ------ | ------ | ------ | ------- |
| 1    | Estados Unidos | 87.500 | 89.900 | 57.900 | 59.000 | 294.300 |
| 2    | México         | 77.550 | 80.300 | 51.800 | 52.400 | 262.050 |
| 3    | Brasil         | 80.450 | 75.350 | 51.150 | 52.250 | 259.200 |
| 4    | Canadá         | 52.100 | 77.350 | 77.300 | 49.500 | 256.250 |
| 5    | Argentina      | 69.100 | 43.750 | 46.500 | 70.950 | 230.300 |
| 6    | Venezuela      | 65.650 | 23.600 | 67.900 | 64.700 | 221.850 |
| 7    | Colômbia       | 70.950 | 41.600 | 65.000 | 42.450 | 220.000 |
| 8    | Chile          | 67.700 | 40.350 | 41.850 | 67.250 | 217.150 |
| 9    | Costa Rica     | 61.050 | 55.600 | 39.650 | 38.900 | 195.200 |

#### Individual

##### Geral
| Pos. | Gymnast             | Nação          |        |        |        |        | Total   |
| ---- | ------------------- | -------------- | ------ | ------ | ------ | ------ | ------- |
| 1    | Rin Keys            | Estados Unidos | 31.150 | 30.700 | 29.700 | 30.300 | 121.850 |
| 2    | Megan Chu           | Estados Unidos | 27.950 | 30.000 | 28.200 | 28.700 | 114.850 |
| 3    | Amanda Bosch        | México         | 28.600 | 28.300 | 26.950 | 26.200 | 110.050 |
| 4    | Veronika Drevylo    | Canadá         | 27.550 | 28.400 | 26.900 | 26.650 | 109.500 |
| 5    | Keila Souza         | Brasil         | 26.850 | 25.050 | 26.200 | 25.850 | 103.950 |
| 6    | Fernanda Regalo     | Brasil         | 26.800 | 25.750 | 24.950 | 26.400 | 103.900 |
| 7    | Valentina Moya      | México         | 24.450 | 27.300 | 24.850 | 26.200 | 102.800 |
| 8    | Jimena Dominguez    | Venezuela      | 26.150 | 23.600 | 24.300 | 24.250 | 98.300  |
| 9    | Jana Alemam         | Canadá         | 20.350 | 25.150 | 26.200 | 22.850 | 94.550  |
| 10   | Livia Bustos        | Argentina      | 22.300 | 21.400 | 23.100 | 24.650 | 91.450  |
| 11   | Camila Arce         | Argentina      | 23.400 | 20.450 | 23.400 | 24.100 | 91.350  |
| 12   | Emiliana Vargas     | Colômbia       | 25.450 | 21.350 | 20.750 | 22.200 | 89.750  |
| 13   | Juliana Villareal   | Colômbia       | 23.150 | 20.250 | 23.900 | 20.250 | 87.550  |
| 14   | Josefa Cornejo      | Chile          | 21.850 | 20.350 | 18.750 | 24.800 | 85.750  |
| 15   | Laura Rich          | Chile          | 21.750 | 20.000 | 20.950 | 21.900 | 84.600  |
| 16   | Thaycaramaloa Arias | Venezuela      | 19.600 | 17.450 | 21.000 | 21.800 | 79.850  |
| 17   | Zhara Rocabado      | Bolívia        | 19.600 | 20.250 | 16.850 | 18.650 | 75.350  |
| 18   | Maria Baltodano     | Costa Rica     | 18.200 | 18.300 | 19.250 | 18.950 | 74.700  |
| 19   | Maria Acunã         | Costa Rica     | 20.750 | 18.600 | 17.650 | 17.500 | 74.500  |
| 20   | Ines Pereyra        | Bolívia        | 18.950 | 19.000 | 18.000 | 17.750 | 73.700  |
| 21   | Valeria Carias      | El Salvador    | 16.850 | 18.700 | 18.000 | 19.800 | 73.350  |
| 22   | Maria Castillo      | El Salvador    | 11.600 | 14.350 | 16.550 | 15.700 | 58.200  |

##### Arco
| Pos. | Ginasta             | Nação          | Nota D | Nota A | Nota E | Pen. | Total  |
| ---- | ------------------- | -------------- | ------ | ------ | ------ | ---- | ------ |
| 1    | Rin Keys            | Estados Unidos | 13.200 | 8.500  | 8.800  |      | 30.500 |
| 2    | Erika Rusak         | Estados Unidos | 12.300 | 8.050  | 8.550  |      | 28.900 |
| 3    | Keila Souza         | Brasil         | 11.200 | 7.800  | 7.600  |      | 26.600 |
| 4    | Letícia Evangelista | Brasil         | 11.500 | 7.550  | 7.250  | 0.05 | 26.250 |
| 5    | Amanda Bosch        | México         | 11.700 | 7.750  | 6.800  | 0.05 | 26.200 |
| 6    | Veronika Drevylo    | Canadá         | 11.200 | 7.150  | 7.300  | 0.10 | 25.550 |
| 7    | Jimena Dominguez    | Venezuela      | 10.700 | 7.250  | 7.150  | 0.10 | 25.000 |
| 8    | Emiliana Vargas     | Colômbia       | 10.100 | 7.150  | 7.400  |      | 24.650 |

##### Bola
| Pos. | Ginasta          | Nação          | Nota D | Nota A | Nota E | Pen. | Total  |
| ---- | ---------------- | -------------- | ------ | ------ | ------ | ---- | ------ |
| 1    | Rin Keys         | Estados Unidos | 14.100 | 8.400  | 8.500  |      | 31.000 |
| 2    | Megan Chu        | Estados Unidos | 13.200 | 8.250  | 8.600  | 0.05 | 30.000 |
| 3    | Valentina Moya   | México         | 12.000 | 8.150  | 8.050  | 0.05 | 28.150 |
| 4    | Amanda Bosch     | México         | 11.800 | 8.000  | 8.200  |      | 28.000 |
| 4    | Keila Souza      | Brasil         | 11.800 | 8.100  | 8.100  |      | 28.000 |
| 5    | Veronika Drevylo | Canadá         | 12.300 | 7.600  | 7.750  |      | 27.650 |
| 6    | Jana Alemam      | Canadá         | 12.500 | 7.550  | 7.450  |      | 27.500 |
| 7    | Fernanda Regalo  | Brasil         | 9.900  | 7.950  | 7.950  |      | 25.800 |

##### Maças
| Pos. | Ginasta          | Nação          | Nota D | Nota A | Nota E | Pen. | Total  |
| ---- | ---------------- | -------------- | ------ | ------ | ------ | ---- | ------ |
| 1    | Amanda Bosch     | México         | 12.500 | 8.300  | 8.350  |      | 29.150 |
| 2    | Rin Keys         | Estados Unidos | 12.600 | 8.300  | 8.200  | 0.05 | 29.050 |
| 3    | Valentina Moya   | México         | 12.100 | 7.950  | 8.400  |      | 28.450 |
| 4    | Keila Souza      | Brasil         | 11.700 | 7.950  | 8.300  |      | 27.950 |
| 5    | Fernanda Regalo  | Brasil         | 10.700 | 7.750  | 7.900  |      | 26.350 |
| 6    | Megan Chu        | Estados Unidos | 10.900 | 7.950  | 7.500  | 0.05 | 26.300 |
| 7    | Jana Alemam      | Canadá         | 10.500 | 7.400  | 7.350  |      | 25.250 |
| 8    | Veronika Drevylo | Canadá         | 9.300  | 7.550  | 7.200  |      | 24.050 |

##### Fita
| Pos. | Ginasta          | Nação          | Nota D | Nota A | Nota E | Pen. | Total  |
| ---- | ---------------- | -------------- | ------ | ------ | ------ | ---- | ------ |
| 1    | Megan Chu        | Estados Unidos | 13.100 | 8.250  | 8.450  | 0.05 | 29.750 |
| 2    | Amanda Bosch     | México         | 12.600 | 8.200  | 8.000  |      | 28.800 |
| 3    | Rin Keys         | Estados Unidos | 11.700 | 8.300  | 7.850  |      | 27.850 |
| 4    | Valentina Moya   | México         | 10.700 | 8.100  | 8.100  |      | 26.900 |
| 5    | Keila Souza      | Brasil         | 10.100 | 8.100  | 7.950  |      | 26.150 |
| 6    | Fernanda Regalo  | Brasil         | 10.300 | 7.850  | 7.450  |      | 25.600 |
| 7    | Veronika Drevylo | Canadá         | 9.600  | 7.850  | 7.150  |      | 24.600 |
| 8    | Josefa Cornejo   | Chile          | 6.600  | 7.550  | 6.300  |      | 20.450 |

#### Grupos

##### Geral
| Pos. | Nação          | 5      | 5      | Total  |
| ---- | -------------- | ------ | ------ | ------ |
| 1    | Brasil         | 24.950 | 28.350 | 53.300 |
| 2    | Estados Unidos | 24.250 | 26.800 | 51.050 |
| 3    | México         | 21.600 | 21.650 | 43.250 |
| 4    | Canadá         | 21.300 | 21.350 | 42.650 |
| 5    | Chile          | 16.700 | 17.800 | 34.500 |
| 6    | Colômbia       | 14.700 | 18.900 | 33.600 |
| 7    | Argentina      | 13.750 | 16.900 | 30.650 |
| 8    | Bolívia        | 10.450 | 11.150 | 21.600 |

##### 5 bolas
| Pos. | Nação          | Nota D | Nota E | Nota A | Pen. | Total  |
| ---- | -------------- | ------ | ------ | ------ | ---- | ------ |
| 1    | Brasil         | 12.400 | 8.150  | 7.750  |      | 28.300 |
| 2    | Estados Unidos | 12.600 | 7.450  | 7.000  |      | 27.050 |
| 3    | México         | 11.900 | 7.650  | 6.750  |      | 26.300 |
| 4    | Canadá         | 11.500 | 6.450  | 6.100  |      | 24.050 |
| 5    | Colômbia       | 8.900  | 6.250  | 5.150  |      | 20.300 |
| 6    | Chile          | 8.300  | 6.200  | 4.950  |      | 19.450 |
| 7    | Argentina      | 7.800  | 6.000  | 5.300  |      | 19.100 |
| 8    | Bolívia        | 5.400  | 6.000  | 3.950  |      | 15.350 |

##### 5 cordas
| Pos. | Nação          | Nota D | Nota E | Nota A | Pen. | Total  |
| ---- | -------------- | ------ | ------ | ------ | ---- | ------ |
| 1    | Brasil         | 10.800 | 7.900  | 7.050  |      | 25.750 |
| 2    | México         | 11.300 | 7.400  | 6.550  |      | 25.250 |
| 3    | Estados Unidos | 10.200 | 6.900  | 6.450  |      | 23.550 |
| 4    | Canadá         | 8.600  | 6.450  | 4.900  | 0.05 | 19.900 |
| 5    | Colômbia       | 7.800  | 6.150  | 4.350  |      | 18.300 |
| 6    | Chile          | 5.500  | 6.100  | 3.950  | 0.30 | 15.250 |
| 7    | Argentina      | 6.900  | 5.400  | 2.850  | 0.30 | 14.850 |
| 8    | Bolívia        | 4.300  | 5.700  | 2.600  | 0.60 | 12.000 |

## Quadro de medalhas

### Geral
*   país anfitrião (México)
| Pos.               | País               | Ouro | Prata | Bronze | Total |
| ------------------ | ------------------ | ---- | ----- | ------ | ----- |
| 1                  | Brasil             | 11   | 4     | 3      | 18    |
| 2                  | Estados Unidos     | 5    | 8     | 7      | 20    |
| 3                  | México             | 2    | 6     | 5      | 13    |
| 4                  | Canadá             | 0    | 0     | 3      | 3     |
| Total (4 entradas) | Total (4 entradas) | 18   | 18    | 18     | 54    |

### Sênior
*   país anfitrião (México)
| Pos.               | País               | Ouro | Prata | Bronze | Total |
| ------------------ | ------------------ | ---- | ----- | ------ | ----- |
| 1                  | Brasil             | 8    | 4     | 1      | 13    |
| 2                  | México             | 1    | 3     | 0      | 4     |
| 3                  | Estados Unidos     | 0    | 2     | 5      | 7     |
| 4                  | Canadá             | 0    | 0     | 3      | 3     |
| Total (4 entradas) | Total (4 entradas) | 9    | 9     | 9      | 27    |

### Juvenil
*   país anfitrião (México)
| Pos.               | País               | Ouro | Prata | Bronze | Total |
| ------------------ | ------------------ | ---- | ----- | ------ | ----- |
| 1                  | Estados Unidos     | 5    | 6     | 2      | 13    |
| 2                  | Brasil             | 3    | 0     | 2      | 5     |
| 3                  | México             | 1    | 3     | 5      | 9     |
| Total (3 entradas) | Total (3 entradas) | 9    | 9     | 9      | 27    |

## Nações participantes
- Argentina
- Bolívia
- Brasil
- Canadá
- Chile
- Colômbia
- Costa Rica
- Cuba
- El Salvador
- Estados Unidos
- Guatemala
- México
- Peru
- Porto Rico
- Venezuela